# Sulfeen
Sulfeen is een extreem onstabiele organische zwavelverbinding, met als brutoformule CH2O2S. Het is de meest eenvoudige sulfeenverbinding: dit zijn S-dioxiden van thioaldehyden en thioketonen.